# Roaming Shores (Ohio)
Roaming Shores es una villa ubicada en el condado de Ashtabula en el estado estadounidense de Ohio. En el Censo de 2010 tenía una población de 1508 habitantes y una densidad poblacional de 206,69 personas por km².

## Geografía
Roaming Shores se encuentra ubicada en las coordenadas 41°38′20″N 80°49′42″O / 41.63889, -80.82833. Según la Oficina del Censo de los Estados Unidos, Roaming Shores tiene una superficie total de 7.3 km², de la cual 5.43 km² corresponden a tierra firme y (25.52%) 1.86 km² es agua.

## Demografía
Según el censo de 2010, había 1508 personas residiendo en Roaming Shores. La densidad de población era de 206,69 hab./km². De los 1508 habitantes, Roaming Shores estaba compuesto por el 98.61% blancos, el 0.53% eran afroamericanos, el 0% eran amerindios, el 0.27% eran asiáticos, el 0% eran isleños del Pacífico, el 0% eran de otras razas y el 0.6% pertenecían a dos o más razas. Del total de la población el 0.53% eran hispanos o latinos de cualquier raza.